# Fieseler F 3
Die Fieseler F 3 „Wespe“ war ein zweisitziges schwanzloses Motorflugzeug in Deltaform mit zwei Motoren in Tandemanordnung. Die Konstruktion erfolgte durch Alexander Lippisch von der Rhön-Rossitten-Gesellschaft (RRG), den Bau von drei Maschinen führte der Fieseler Flugzeugbau aus. Testflüge ergaben, dass dieses Flugzeug fliegerisch nicht beherrschbar war, daher wurde das Projekt eingestellt.

## Geschichte
Die Zigarettenfirma Haus Bergmann in Dresden plante, für den Europarundflug 1932 drei doppelsitzige Motorflugzeuge einzusetzen, die durch Aussehen und Leistung besonders auffällig sein sollten. Man wollte diese als wirkungsvolle Werbeträger nutzen und fragte bei dem Fieseler Flugzeugbau in Kassel an.
Gerhard Fieselers Idee war es, ein Sport- und Reiseflugzeug in einer für die damalige Zeit außergewöhnlichen Delta-Formgebung zu entwickeln, das als besonderes Sicherheitsmerkmal zwei Motoren in Tandemanordnung erhalten sollte. Deshalb setzte er sich mit der RRG auf der Wasserkuppe in Verbindung. Dort hatte der Chefkonstrukteur Alexander Lippisch bereits erfolgreich Segel- und Motorflugzeuge als Nurflügel entwickelt. Die RRG erklärte sich bereit, ein derartiges Flugzeug zu konstruieren und es bis zur Abnahme durch die Deutsche Versuchsanstalt für Luftfahrt (DVL) zu bringen. Zum Arbeitsumfang des Fieseler Flugzeugbau gehörte die Herstellung und das Einfliegen der Maschine.
Die Zigarettenfirma war mit Fieselers Vorschlag einverstanden und erteilte ihm den Auftrag über drei dieser Flugzeuge.

## Konstruktion

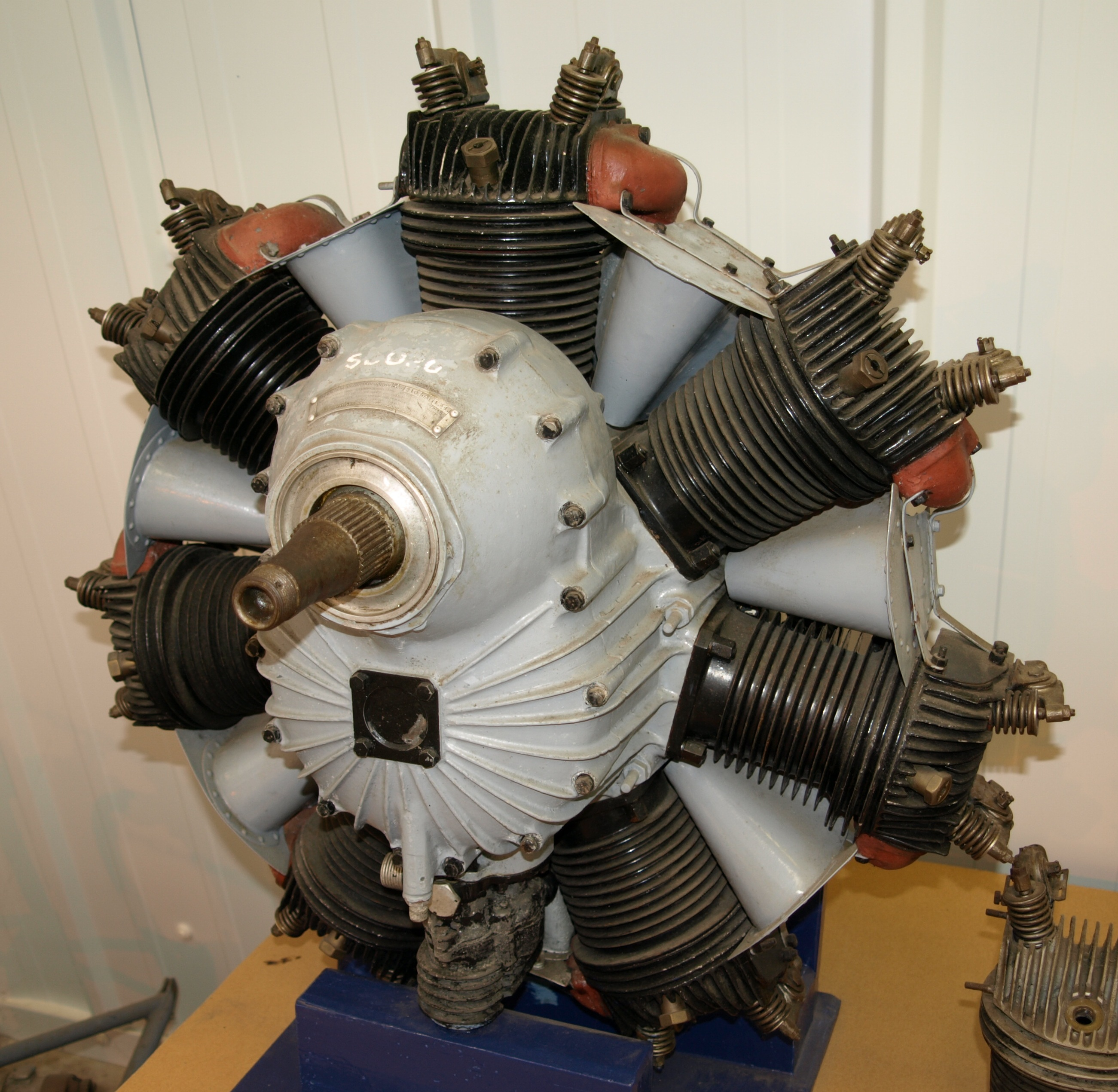
Pobjoy R: Wegen des Untersetzungsgetriebes ist die Propellerwelle nicht mittig angeordnet.

Bei der RRG wurde im Winter 1931/32 mit der Entwicklung dieses Flugzeugtyps unter der Bezeichnung „Delta IV“ begonnen; im Fieseler Flugzeugbau erhielt es den Namen F 3 „Wespe“.
Es entstand eine Maschine, deren Tragwerk trapezförmig ausfiel. Die Quer- und Höhenruder bildeten in einer Linie die Hinterkante der Tragflächen. Zwei Seitenruder wurden als Endscheiben an den Flächenspitzen angeordnet. Entsprechend der Wettbewerbsausschreibung  mussten die Flügel zudem zusammenklappbar sein.
Im Rumpf waren die beiden Motoren jeweils am Bug und am Heck angebracht, je ein Propeller lief im Zug- bzw. Druckbetrieb. Bei der Wahl der Motoren fiel die Entscheidung auf den britischen 7-Zylinder-Sternmotor „Pobjoy R“. Die beiden Sitze befanden sich hintereinander angeordnet zwischen den Antrieben. Das Fahrwerk bestand aus zwei Rädern vorn und einem beweglichen Sporn hinten.
Da Fieseler von der Kompetenz der RRG für diesen Auftrag überzeugt war, legte er sofort eine Serie von drei Stück auf. Aufgrund der guten Zusammenarbeit von Konstrukteuren und Flugzeugbauern stand die erste Maschine im Mai 1932 zum Erstflug auf dem Flugplatz Kassel-Waldau bereit.

## Flugeigenschaften
Gerhard Fieseler war zu der Zeit auch der Testpilot seines Unternehmens. Nach Rollversuchen kam es bereits beim ersten Abheben des Flugzeuges durch eine unkontrollierbare Flugbewegung um die Querachse zum Bruch der Maschine. Die Arbeiten an den zwei weiteren Maschinen ließ Fieseler stoppen. Nach der Reparatur und konstruktiven Änderungen durch die RRG versuchte Fieseler, die F 3 in die Luft zu bekommen. Selbst zwei weitere Brüche am Boden hielten ihn nicht von diesem Vorhaben ab. Inzwischen waren vor dem Hauptflügel ein zusätzlicher Entenflügel angebaut und die Fahrwerksanordnung sowie die Leitwerke geändert worden.
Nun gelangen Fieseler unter Aufbietung seines ganzen fliegerischen Könnens die ersten Platzrunden. Er kam dabei zu der Überzeugung, dass sich die Flugeigenschaften nicht weiter verbessern ließen. Aus seiner Sicht war dieses Flugzeug für einen „Normalpiloten“ nicht zu beherrschen. Um von neutraler Stelle eine Aussage zu bekommen, bat er die DVL um das Nachfliegen der Maschine. Bevor dieses geschah, ließ Fieseler noch ein Doppelsteuer einbauen. Er einigte sich mit dem DVL-Piloten Hans-Dietrich Knoetzsch, dass er die F 3 starten und in eine sichere Flughöhe bringen sollte, um danach das Ruder zu übergeben. Knoetzsch testete die Maschine und lehnte danach die Ausstellung einer Lufttüchtigkeitserklärung ab. Daraufhin beendete Fieseler das Projekt.

## Verbleib
Mit der Zigarettenfirma als Auftraggeber einigte man sich großzügig. Zwischen der RRG und Fieseler kam es zu einem Rechtsstreit mit anschließendem Vergleich. Dieser sah vor, dass die Probemaschine zu einem mäßigen Preis an die RRG ging und Fieseler für die zwei anderen Maschinen die Kosten aller Änderung und Reparaturen zu tragen hatte.
Bei der RRG wurde die übernommene Delta IV komplett umkonstruiert; daraus entstand die DFS 39, ein doppelsitziges einmotoriges Sportflugzeug.

## Technische Daten
| Kenngröße             | Daten                                                            |
| --------------------- | ---------------------------------------------------------------- |
| Besatzung             | 1                                                                |
| Passagiere            | 1                                                                |
| Länge                 | 4,54 m                                                           |
| Spannweite            | 8,70 m                                                           |
| Höhe                  | 1,75 m                                                           |
| Flügelfläche          | 16,40 m²                                                         |
| Flügelstreckung       | 4,6                                                              |
| Startmasse            | 680 kg                                                           |
| Höchstgeschwindigkeit | 250 km/h                                                         |
| Triebwerk             | 2 × Pobjoy R, 75 PS (55 kW); luftgekühlter 7-Zylinder-Sternmotor |